# Rudge Ramos
Rudge Ramos é um bairro da cidade de São Bernardo do Campo, em São Paulo. É o maior bairro da cidade e faz divisa com os bairros Taboão, Pauliceia e Anchieta, e com os municípios de São Paulo, São Caetano do Sul e Santo André. Nele estão sediados o Campus Rudge Ramos da Universidade Metodista, o campus do ABC Paulista da Universidade Bandeirante de São Paulo e a igreja de São João Batista, mais conhecida como Igreja de Rudge Ramos. Possui uma área de 4,60 km² e é o segundo sub-distrito da cidade, juntamente ao bairro Riacho Grande.

## Fundação e nomes
A data considerada como a de fundação do bairro é 26 de dezembro de 1891, quando os irmãos Piagentini obtiveram da Cúpula da Diocese de São Paulo a autorização para a celebração de missas e a construção de uma capela na região. O nome escolhido, então, era o de Vila de São João da Bela Vista. Contudo, até a década de 50, o bairro era popularmente conhecido como Bairro dos Meninos, nome de origem incerta. Conta-se que este nome é devido ao fato de na região, antes de sua compra pelos irmãos Piagentini, viverem 3 meninos órfãos que eram conhecidos pela população de São Bernardo do Campo. Outra versão aponta para a possibilidade de esse ser um local onde eram deixados os filhos dos bandeirantes paulistas quando cruzavam o pouso de tropeiros da região. Até hoje o bairro tem a marca dos Meninos em sua cultura, tendo praças, clubes e até um rio (Ribeirão dos Meninos) que carregam esse nome.

## Arthur Rudge da Silva Ramos
O nome atual do bairro deve-se a uma homenagem feita na década de 1950 ao doutor Arthur Rudge da Silva Ramos, jurista, delegado de polícia e proprietário de uma grande área de terras na região, tendo sua única filha Lavínia Rudge Ramos Gomes (Nenê Rudge Ramos Gomes) se casado com Lauro Gomes, que foi prefeito da cidade.
O Dr. Rudge Ramos foi um dos responsáveis pela reforma da Estrada do Vergueiro, entre os anos de 1913 e 1916. Ele tomou esta iniciativa depois que, no início do século XX, ao chegar da Argentina com amigos daquele país, sentiu-se constrangido pelas condições em que se encontravam as vias da subida de Santos a São Paulo. Contou com o apoio de amigos importantes, como o Dr. Washington Luís Pereira de Sousa, então, presidente do Automóvel Club de São Paulo, que também tinha interesse na melhoria das estradas públicas. Ocupando o posto de delegado de polícia de São Paulo, Arthur Rudge Ramos conseguiu a liberação de presos encarcerados para a execução das obras. Terminado o serviço, Rudge Ramos decidiu colocar dois pedágios na estrada. Um deles fora do bairro, próximo ao cemitério da Vila Euclides. O outro próximo à Igreja de São João Batista, construída pelos irmãos Piagentini, e onde hoje encontra-se o Largo de Rudge Ramos.
Rudge Ramos foi Delegado de Polícia dirigente da extinta Guarda Civil de São Paulo e Diretor do Serviço de Trânsito da Guarda Civil, o qual controlava todo o policiamento dessa natureza no Estado. Desde 1970 a Polícia Militar passou a titular o policiamento de trânsito.

## Infraestrutura

### Comunicações
O sistema de telefones automáticos do bairro foi inaugurado em 1960 pela Companhia Telefônica da Borda do Campo (CTBC), empresa subsidiária da Telecomunicações de São Paulo (TELESP) a partir de 1973, que também implantou o sistema de discagem direta à distância (DDD) em 1973 com o código de área (011).